# Rudolf Berthold (Historiker)
Rudolf („Rudi“) Berthold (* 3. September 1922 in Dresden; † 2010) war ein deutscher Historiker.

## Leben
Berthold absolvierte von 1946 bis 1951 ein Studium der Geschichtswissenschaft an der Humboldt-Universität Berlin, das er mit einem Diplom und der Promotion zum Thema Die religiös-philosophischen und die sozial-politischen Wesenszüge der Rechtfertigungslehre Martin Luthers (1519–1521) im Jahr 1955 abschloss. 1963 habilitierte er sich ebenda. Anschließend lehrte er als Dozent am Institut für Agrarökonomik der Humboldt-Universität.
Von 1965 bis 1971 war Berthold Professor mit Lehrauftrag für Landwirtschaftsgeschichte und Leiter des Thünen-Archivs an der Universität Rostock. Danach wurde er als Leiter des Bereichs Agrargeschichte an das Akademie-Institut für Wirtschaftsgeschichte in Berlin berufen. Sein Forschungsgebiet war die Wirtschafts- und Agrargeschichte.

## Schriften (Auswahl)
- (Hrsg.): Geschichte der Produktivkräfte in Deutschland von 1800–1945. In 3 Bänden. Akademie-Verlag, Berlin 1985–1990.
- mit Volker Klemm, Hans Scholz: Von den bürgerlichen Agrarreformen zur sozialistischen Landwirtschaft in der DDR. VEB Deutscher Landwirtschaftsverlag, Berlin 1978, 2. Auflage 1985.
- (Hrsg.): Studien zu den Agrarreformen des 19. Jahrhunderts in Preußen und Rußland (= Jahrbuch für Wirtschaftsgeschichte. Sonderband). Akademie-Verlag, Berlin 1978.
- Die Entwicklungstendenzen des Ackerbaus in spätfeudaler Zeit unter besonderer Berücksichtigung des Anteils der Bauern am landwirtschaftlichen Fortschritt. Habil.-Schrift (Promotion B), 1963.
- Tausend Jahre Kampf der deutschen Bauern um ihre Freiheit. Der Weg der deutschen Bauern von der Markgenossenschaft zur landwirtschaftlichen Produktionsgenossenschaft. Dietz, Berlin 1961.